# Хурцилава, Теймураз
Теймураз Хурцилава (род. 15 сентября 1979) — грузинский боксёр, представитель легчайшей весовой категории. Выступал за сборную Грузии по боксу в конце 1990-х — начале 2000-х годов, победитель и призёр турниров международного значения, участник летних Олимпийских игр в Сиднее.

## Биография
Теймураз Хурцилава родился 15 сентября 1979 года.
Дебютировал на международной арене в сезоне 1996 года, выступив на чемпионате мира среди юниоров в Гаване. Год спустя побывал на юниорском европейском первенстве в Бирмингеме, где в 1/8 финала наилегчайшего веса был остановлен азербайджанцем Агаси Мамедовым.
В 1999 году выступил на международном турнире «Золотой пояс» в Бухаресте, но попасть здесь в число призёров не смог.
В 2000 году стал серебряным призёром международного турнира Multi Nations в Ливерпуле, где в решающем финальном поединке уступил украинцу Сергею Данильченко. Благодаря череде удачных выступлений удостоился права защищать честь страны на летних Олимпийских играх в Сиднее — в категории до 54 кг благополучно прошёл первого соперника по турнирной сетке, тогда как во втором бою со счётом 7:13 потерпел поражение от россиянина Раимкуля Малахбекова.
После сиднейской Олимпиады Хурцилава ещё в течение некоторого времени оставался в составе боксёрской команды Грузии и продолжал принимать участие в крупнейших международных соревнованиях. Так, в 2001 году он завоевал бронзовую медаль на международном турнире «Трофео Италия» в Неаполе, выступил на международном турнире «Ахмет Джёмерт» в Стамбуле.